# Wilhelmshöher Allee 64–66

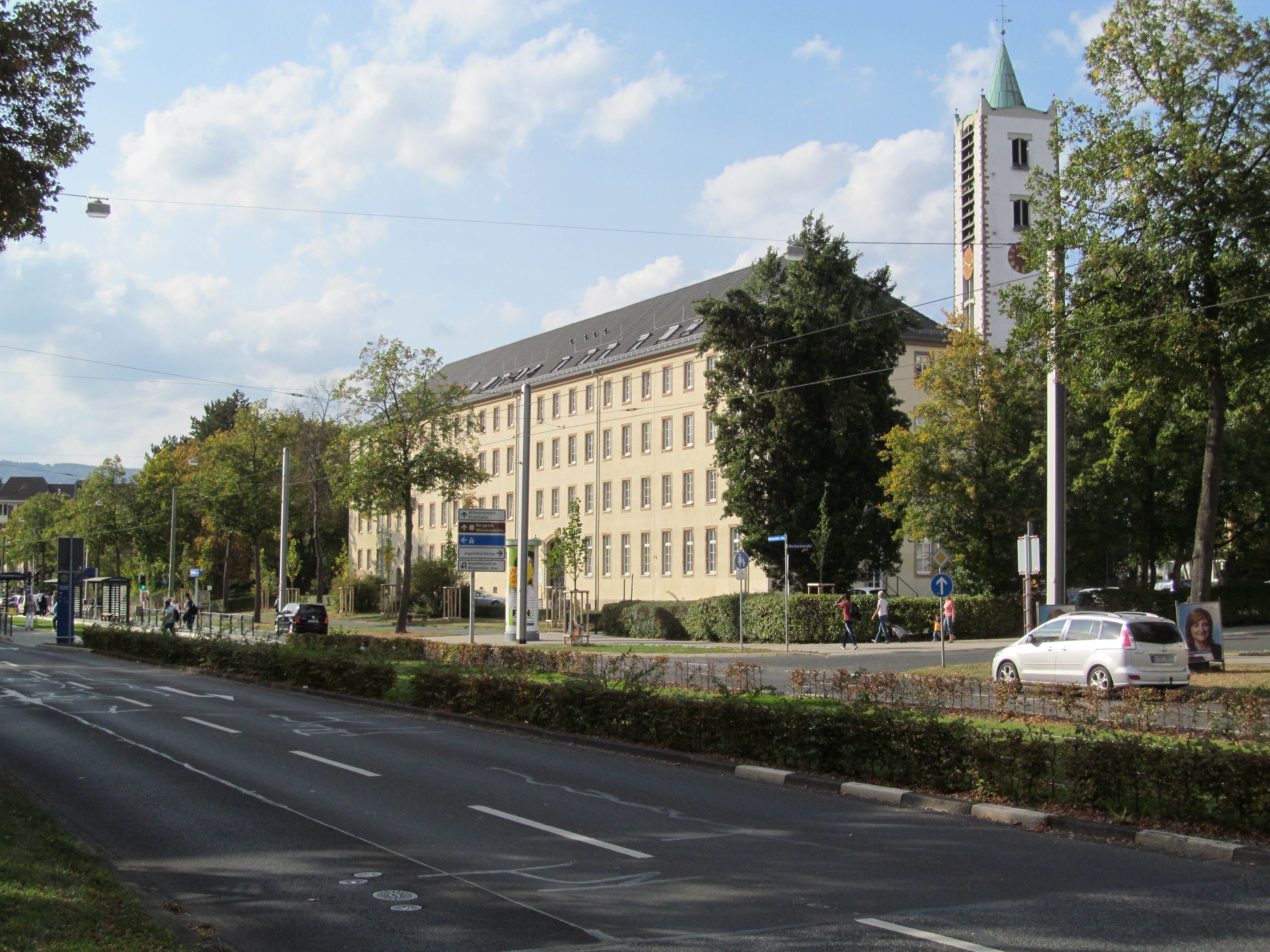
Das ehemalige Finanzamt an der Wilhelmshöher Allee

Das Gebäude Wilhelmshöher Allee 64–66 ist ein 1939 fertiggestelltes Behördenhaus im Kasseler Stadtteil Vorderer Westen. Das im Gegensatz der übrigen Randbebauung der Wilhelmshöher Allee aus der Fluchtlinie zurücktretende Gebäude, ist eines der wenigen Beispiel in Kassel für nationalsozialistisches Bauen der 1930er Jahre. Nach Plänen des Architekten Karl Dupont errichtet, diente es zunächst als Finanzamt. Es steht aus geschichtlichen und städtebaulichen Gründen unter Denkmalschutz.

## Baubeschreibung

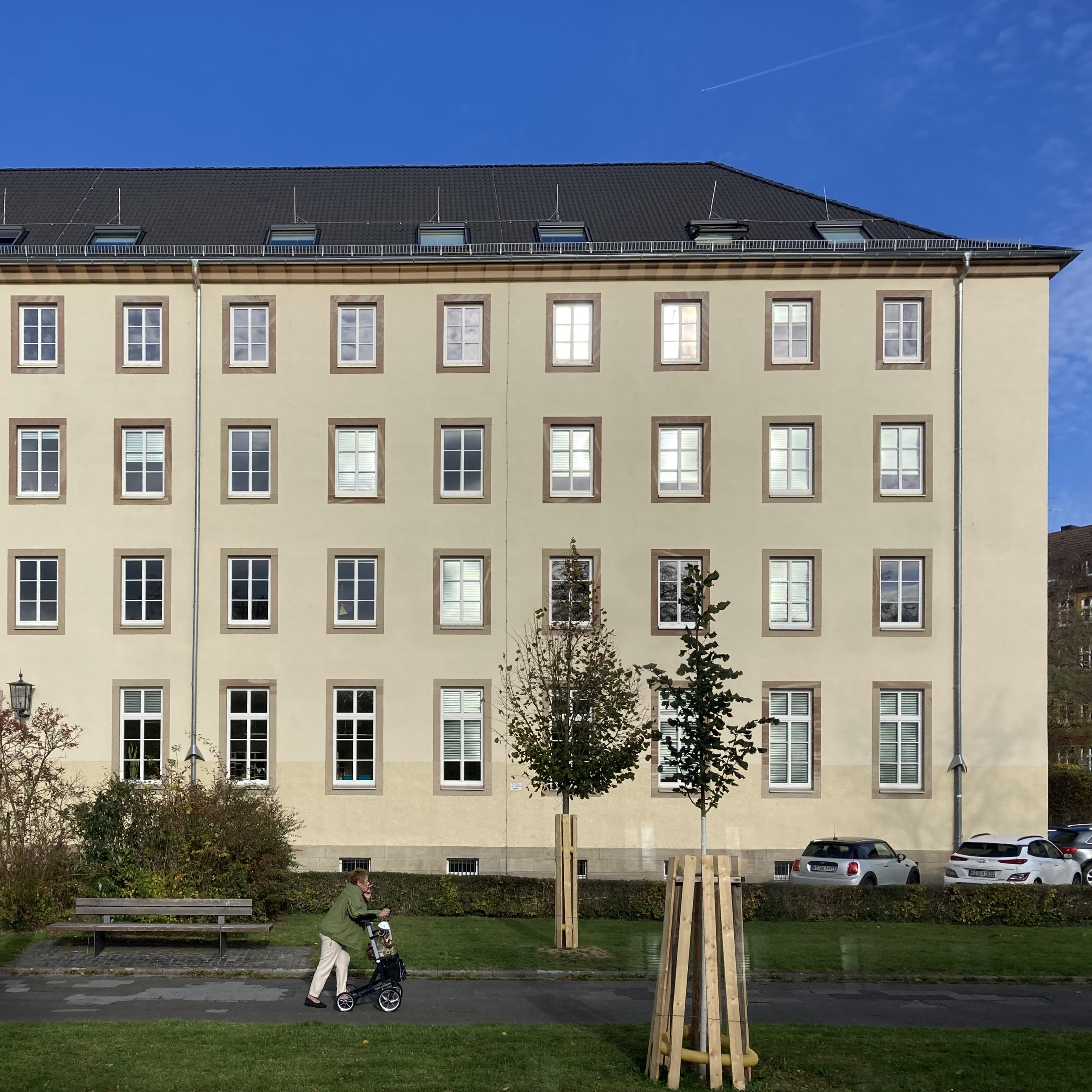
Durch historisierende Fenster in der obersten Etage ist der Denkmalschutz ad absurdum geführt worden

Das langgestreckte Gebäude mit 26 Fensterachsen steht parallel zur Allee, war ursprünglich dreigeschossig und wurde 1976 um eine Etage aufgestockt. Hinter den acht höheren Fenstern auf der rechten Seite des Hauses befand sich im Erdgeschoss die Finanzkasse der Behörde. Der, genauso wie das Hauptportal, aus der Symmetrie gerückte Balkon an der Hauptfassade markiert die Lage der ehemaligen Dienstwohnung des Finanzamtsvorstehers. Bei einer eher zweckmäßigen Sanierung durch den LBIH bis 2017 erlitt das Haus Verluste an seiner historischen Substanz. Das Innere wurde entkernt und historische Bodenbeläge vernichtet. Die in den 1970er Jahren ergänzte Etage war durch ihre schlichten Fenster als moderne Zutat auch für den Laien ablesbar, wurde aber nun mit historisierenden Sprossenfenstern in die Gestaltung der 1930er Jahre einbezogen und negiert die Baugeschichte.

## Planungsgeschichte

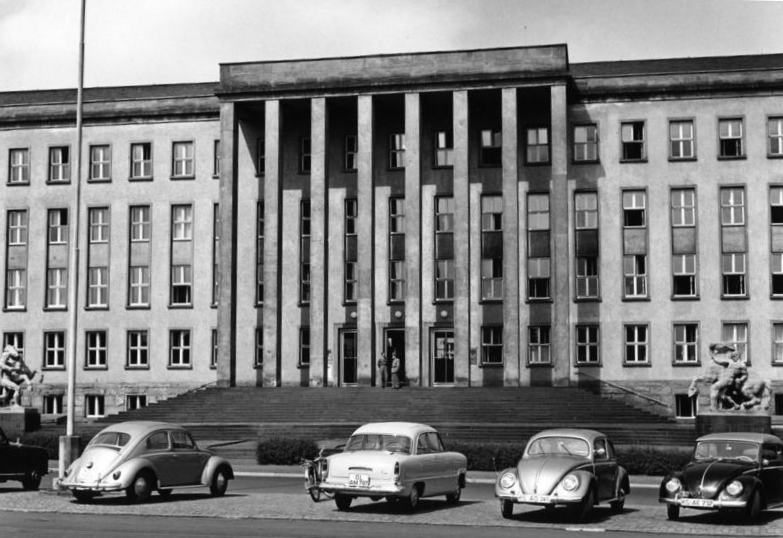
Das 1938 fertiggestellte Wehrkreiskommando in derselben Straße (Aufnahme 1958)

Auf der Propagandaausstellung Schaffendes Volk 1937 in Düsseldorf wurden Pläne präsentiert, die die Umgestaltung der Stadt Kassel als Gauhauptstadt darstellten. Neben einem Gauforum auf dem Weinberg sollte die Wilhelmshöher Allee auf 40 Meter verbreitert werden und mit monumentalen öffentlichen Gebäuden und weiträumigen Plätzen gegliedert werden. Bereits 1938 wurde stadtauswärts an der Wilhelmshöher Allee das Dienstgebäude des Wehrkreiskommando IX (heute Bundessozialgericht) nach den Plänen von Ernst Wendel vollendet.
Die von Ernst Rothe begonnenen und von Dupont fortgeführten Planungen sahen vor, den kleinen langovalen Wilhelmsplatz (heute Rathenauplatz) zu einer großen rechteckigen Freifläche aufzuweiten. Das Finanzamt Kassel-Außenbezirk war das einzige vor Beginn des Zweiten Weltkriegs fertiggestellte Bauwerk, es hätte die Mitte der nördlichen Bauflucht dargestellt, während über ein halbes dutzend weitere Gebäude nicht mehr in Angriff genommen wurden. Für die Neugestaltung wurde das ehemalige Wohnhaus der Brüder Friedrich und Karl Murhard 1939 abgebrochen.

## Nutzung
Um der Raumnot im Finanzamt (heute Hessischer Verwaltungsgerichtshof) zu begegnen, wurde in 14 Monaten Bauzeit ein eigenes Finanzamt für die Kassler Außenbezirke erbaut. Die Eröffnung fand am 1. April 1939 statt und der Kundenverkehr begann am Montag, dem 3. April. Das Haus wurde im Zweiten Weltkrieg kaum beschädigt und blieb bis 1947 Sitz des Finanzamtes. Im April 1947 wurde das Gebäude von der US-amerikanischen Militärregierung beansprucht und das Finanzamt wurde in die ehemalige Kommandantur in der Oberen Königsstraße verlegt. Nach dem Auszug der US-Militärverwaltung, einem Kindergarten und der Kassel Military Police Station im Frühjahr 1972, wurde das Gebäude durch unterschiedliche Verwaltungen des hessischen Finanzministeriums genutzt und baulich erweitert.
Seit 2017 ist hier das staatliche Schulamt untergebracht.